# Francis Marvin

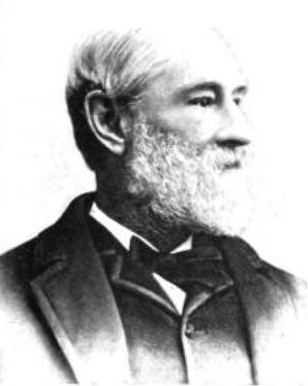
Francis Marvin

Francis Marvin (* 8. März 1828 in New York City; † 14. August 1905 in Port Jervis, New York) war ein US-amerikanischer Politiker. Zwischen 1893 und 1895 vertrat er den Bundesstaat New York im US-Repräsentantenhaus.

## Werdegang
Francis Marvin besuchte öffentliche Schulen in Port Jervis im Orange County. Danach war er als Händler tätig, ging aber auch der Förderung, dem Bau und dem Betrieb von Eisenbahnen, Wasserversorgungsunternehmen und Brücken nach. Darüber hinaus beschäftigte er sich mit der Herstellung von Leuchtgas und war in Bankwesen tätig. Er bekleidete 1851 den Posten als Postmeister in Port Jervis. 1852 war er Friedensrichter in der Town von Deerpark. Dann arbeitete er 1856 als Buchhalter in einer Bank. Politisch gehörte er der Republikanischen Partei an. Er kandidierte im Jahr 1864 erfolglos für einen Sitz in der New York State Assembly und 1881 für einen Sitz im Senat von New York. 1865 war er Präsident der Village von Port Jervis.
Bei den Wahlen des Jahres 1892 für den 53. Kongress wurde Marvin im 17. Wahlbezirk von New York in das US-Repräsentantenhaus in Washington, D.C. gewählt, wo er am 4. März 1893 die Nachfolge von Isaac N. Cox antrat. Da er auf eine erneute Kandidatur im Jahr 1894 verzichtete, schied er nach dem 3. März 1895 aus dem Kongress aus.
Nach seiner Kongresszeit widmete er sich dem Managen seiner etlichen Geschäftsunternehmungen. Am 14. August 1905 verstarb er in Port Jervis und wurde dann auf dem Laurel Grove Cemetery beigesetzt.